# 靳蓉
靳蓉（1956年—），生於台灣台北市，華邦電子董事長焦佑鈞之妻，前華邦電子財務長，現為華邦電子副總經理、華新麗華集團總稽核。

## 生平
靳蓉出身公務員家庭，其父服務於電信局。靳蓉自幼就讀台北市私立復興中小學，與焦佑鈞是國小與國中同學，高中就讀北一女中。大學就讀國立台灣大學應用數學系。
大二時，靳蓉因辦理復興中小學校友會刊物，與焦佑鈞重新取得連絡，兩人戀愛。大學畢業後一同至美國唸書，靳蓉取得美國華盛頓大學數學碩士學位。
1981年起，靳蓉先後至華新麗華、華邦電子擔任專業經理人。1982年，靳蓉與焦佑鈞結婚，兩人婚後生下三個女兒。